# Coalició d'Independents per Andorra la Vella
Coalició d'Independents per Andorra la Vella (Cd'I) és un partit polític andorrà de centre progressista. Va néixer el 3 d'octubre del 2011 fundat per Maria Rosa Ferrer i Obiols, per tal de concórrer a les Eleccions comunals andorranes de 2011 a la Parròquia d'Andorra la Vella.

## Eleccions Comunals del 2011
Maria Rosa Ferrer i Obiols presentà la seva candidatura per renovar per una nova legislatura el Consolat Major d'Andorra la Vella, juntament amb Jordi Ramon Minguillon i Capdevila.
Els resultats, arran les eleccions, foren els següents:
| Candidatures                          | Vots | % en vots | Consellers | % en escons |
| ------------------------------------- | ---- | --------- | ---------- | ----------- |
| Cd'i per Andorra la Vella             | 1377 | 39%       | 8          | 67%         |
| Demòcrates per Andorra + Independents | 1295 | 37%       | 2          | 17%         |
| Partit Socialdemòcrata + Independents | 870  | 25%       | 2          | 17%         |
| Total de vots vàlids                  | 3542 |           | 12         |             |
| Vots blancs                           | 275  | 7%        |            |             |
| Vots nuls                             | 57   | 1%        |            |             |
| Participació                          | 3874 | 57%       | Cens: 6782 | Cens: 6782  |

## Eleccions Generals del 2015
Tot i ser un partit fundat en l'àmbit parroquial d'Andorra la Vella, el Cd'I es presentà en candidatura conjunta amb Demòcrates per Andorra a les Eleccions al Consell General d'Andorra de 2015, de Rosa Ferrer (Cd'I) juntament amb Jordi Cinca i Mateos (DA), guanyant dos escons en circumscripció a Andorra la Vella.